# Fía na Roca
Fía na roca fue un grupo de folk gallego procedente de Santiago de Compostela.
El estilo de Fía na roca se caracterizaba por la riqueza de sus arreglos, de carácter contemporáneo, étnico e incluso jazzístico.
En 2010 anunciaron el fin de su andadura como grupo.

## Discografía
- 2007 Vente Vindo
- 2003 Dez Anos ao Vivo
- 2001 Contravento
- 1996 Agardando que pase algo
- 1993 Fía na roca